# Дискография Сии
Дискография австралийской певицы Сии включает в себя восемь студийных альбомов, шесть концертных альбомов, видеоальбом и тридцать шесть официальных синглов (включая двенадцать, где она участвовала в качестве приглашённого артиста).
В 1997 году она выпустила свой дебютный студийный альбом под названием OnlySee. Он был коммерчески неудачным, поэтому даже синглов с него выпущено не было. Певица выпустила свой второй альбом Healing Is Difficult в 2001 году. С него было выпущено три сингла: «Taken for Granted», «Little Man» и «Drink to Get Drunk». Лид-сингл «Taken for Granted» достиг 10-го места в сингловом чарте Великобритании.
В 2004 году Cиа выпустила свой третий студийный альбом Colour the Small One, синглами с которого стали «Don’t Bring Me Down», «Breathe Me», «Where I Belong» и «Numb». «Breathe Me» стал самым успешным, достигнув 19-го места в Дании, 71-го места в Великобритании и 81-го места во Франции. В 2008 году она четвёртый студийный альбом под названием Some People Have Real Problems, сумевший получить золотую сертификацию в Австралии. Новый альбом вышел We Are Born в 2010 году. Он, как и предыдущий, получил золото в Австралии. С альбома было выпущено четыре сингла «You’ve Changed», «Clap Your Hands», «Bring Night» и «I’m in Here».
В 2011 году Сиа вновь вернулась на вершины хит-парадов, приняв участие в записи синглов «Titanium» Дэвида Гетты и «Wild Ones» Флоу Райды. В 2013 году вышла песня «Elastic Heart», включённая в саундтрек к американскому фильму «Голодные игры: И вспыхнет пламя». Через год она выпустила свой шестой студийный альбом 1000 Forms of Fear. Пластинка стала крайне успешной в коммерческом плане, достигнув вершины в хит-парадов Австралии, Канады и США. Вскоре она стала платиновой в Австралии и золотой во Франции. Лид-сингл «Chandelier» стал первым большим сольным хитом певицы, взобравшись на верхние позиции десятка стран. Другими синглами с альбома стали «Big Girls Cry», сольная версия «Elastic Heart» и «Fire Meet Gasoline».
Седьмой студийный альбом This Is Acting Сиа выпустила в 2016 году. Он стал вторым чарттоппером певицы в родной Австралии, а также вошёл в первую десятку чартов различных стран, включая Канаду, Соединённое Королевство и Соединённые Штаты. Два сингла «Alive», «The Greatest», «Move Your Body» и «Cheap Thrills» были выпущены в поддержку альбома. Последний стал одной из самых успешных песен артистки, достигнув топ-5 в чартах многих европейских стран, а также возглавив американский Billboard Hot 100.
В 2017 году артистка выпустила рождественский альбом Everyday Is Christmas. В 2018 году стала частью группы LSD, в составе которой выпустила альбом LSD.